# Govert Indebetou
Govert Indebetou (uttalas Indebéto), född 18 februari 1875 i Forssa i Vingåker, Södermanland, död 26 juli 1955 på Mörkhulta i Östra Vingåker, var en genealog, personhistoriker.
Han var verksam som fondmäklare i Stockholm och verkställande direktör för Georg Strandberg Fondkommission samt ledamot i Stockholms Fondbörs, men mest känd för sina utgivna biografiska uppslagsverk, präglade av stor tillförlitlighet. Därtill medverkade han vid utgivande av en rad genealogiska uppslagsverk, till exempel Gustaf Elgenstiernas ättartavlor över den svenska adeln (1925-36), adelskalendern, Svenska släktkalendern och uppslagsboken Vem är det?. Han var ledamot av Kungliga Samfundet för utgivande av handskrifter rörande Skandinaviens historia sedan 1942. 
Govert Indebetou var son till Johan Govert Indebetou.